# Antoine Ringuier
Pour les articles homonymes, voir Ringuier.
Antoine Ringuier, né le 18 mars 1825 à Soissons (Aisne) et mort le 13 février 1888 à Paris, est un homme politique français.

## Biographie
Fils d'un négociant, il est fabricant de sucre. Conseiller général du canton de Braine en 1873, conseiller municipal de Soissons, il est député de l'Aisne de 1881 à 1888, siégeant au groupe de l'Union républicaine.

## Sources
- « Antoine Ringuier », dans Adolphe Robert et Gaston Cougny, Dictionnaire des parlementaires français, Edgar Bourloton, 1889-1891 [détail de l’édition]